# Solus
Solus（以前はEvolve OSとして知られていた）は、Linuxカーネルをベースとしてx86-64アーキテクチャ用に独自開発されたオペレーティングシステムであり、デスクトップ環境にはSolusプロジェクトによるBudgie、GNOME、MATE、Plasmaの中からいずれかを選択できる。 
Solusのパッケージ管理システムであるeopkgは、PardusのPiSiパッケージ管理システムをベースとしている。Solusは準ローリングリリースモデルであり、新しいパッケージ更新は毎週金曜日に安定版リポジトリへと追加される。Solusの開発者によると、Solusはパーソナルコンピュータでの使用しか意図していないため、企業やサーバ環境でしか役に立たないソフトウェアを含めるつもりはないと述べている。

## 歴史
2015年9月20日、Ikey Dohertyが「Solus 1.0のコードネームをアイルランドのシャノン川にちなんでShannonとする」と発表し、さらに「リリースのコードネームはアイルランドの河川をテーマとし続ける」こともほのめかした。
2016年7月、Solusは固定的なポイントリリースの概念を捨てて、ローリングリリースモデルを採用する考えを発表した。
2017年1月、DohertyはSolusのサードパーティーアプリケーションを再構成するためにFlatpakを採用すると発表した。 これにより、ソフトウェアライセンスのせいでSolus固有のソフトウェアリポジトリから配布できないベンダー製ソフトウェアの利用が大幅に改善した。8月には、DohertyはSolusに（Flatpakの次に） "Snaps"も採用すると発表した。 Flatpakとsnapsの両方を持つことで、"Google Chrome" の配布問題が解決され、ユーザーにより多くの選択肢を提供することになる。
同年6月13日には、開発者チームにStefan Ricを加えて拡張したことと、それまでインテルでClear Linux OSを担当していたIkey DohertyがSolusにフルタイム従事するようになったことが発表された。
2018年11月2日、テクノロジーウェブサイトであるPhoronixは、初代創設者であるIkey Dohertyからの書簡を公表した。それによると、彼はプロジェクトから退き「Solusを所有することで生じる知的財産、ネーミング、そしてブランディングにおける一切の権利」を、開発チームへ「彼らをプロジェクトの公式な所有者かつ指導者であると認め、即時かつ恒久的な効力をもって」譲渡することを決心したことが記されていた。

## リリースと反響

### ポイントリリース
Solus 1.0 "Shannon" は2015年12月27日にリリースされた。Jessie Smithは、週刊の意見コラムでディストリビューション界における出来事をまとめた "DistroWatch Weekly" の特集記事の一つとしてこのリリースをレビューした。彼は「Solusがパニックを起こして自らをシャットダウンする」などの「いくつかの細かい厄介事に遭遇した」ものの、「Solus 1.0はまずまずのスタートである」と結論付けた。

Solus 1.1は2016年2月2日にリリースされた。HecticGeekのブロガーであるGayanは、Solus 1.1を「よく最適化されたオペレーティングシステム」と評しており、起動およびシャットダウンの時間がUbuntu 15.10と比べ著しく早いことを称賛した。ただし彼はいくつかユーザビリティの問題に遭遇したため、再度Solusを試す前にもう1年待つことを推奨した。
Solus 1.2は2016年6月20日にリリースされた。Michael Huffは自身のレビュー「Finding Solace in Solus Linux」の中で、Solusを「Linux銀河系への旅行に気が進まない人たち」向けのユニークで独創的なプロジェクトと評した。
Solus 1.2.0.5は2016年9月7日にリリースされた。プログラマでデータアナリストのMichael Huffは、Freedom Penguin誌に掲載されたSolusの2回目のレビューで、「我々はついにLinuxディストリビューションにおいてMacのパワーと使いやすさを手に入れた」、「Solusを使う必要のある人だけがコンピューティングにおけるこの幸せを大切にする」と書き、このオペレーティングシステムを「大衆にアピールできる可能性を持つ熱狂的カルト」により保証された数少ない独立プロジェクトの1つとして称賛した 。
Solus 1.2.1は2016年10月19日にリリースされた。これがSolusの最後のポイント・リリースとなり、以降のリリースはすべてスナップショットモデルに基づき行われるようになった（現在のOSはローリングリリースモデルに従っている）。

### ローリングリリース
Solusは「キュレーテッドローリングリリース」であるとされている。一度インストールすればエンドユーザーがSolusのインストールに必要なセキュリティとソフトウェアのアップデートを継続的に受け取れることを保証されているという意味から言えば、Solusはローリングリリースである。アップデートは毎週金曜日に提供される。
近年採用されたローリングリリースモデルに従うスナップショット "Solus 2017.01.01.0" は2017年1月1日にリリースされた。
Solus 2017.04.18.0は2017年4月18日にリリースされた。
Solus 3は2017年8月15日にリリースされた。
Solus 3.9999 (Solus 3 ISO Refresh) は2018年9月20日にリリースされた。
Solus 4.0 "Fortitude" は2019年3月17日にリリースされた。Solus Experience LeadのJoshua Stroblはこのリリースの発表において、Solus 4.0は「全く新しいBudgie体験、デフォルトのアプリケーションおよびテーマ一式の更新、そしてハードウェアの有効化」をもたらすと述べた。
Solus 4.1は2020年1月25日にリリースされた。
Solus 4.2は2021年2月3日にリリースされた。
Solus 4.3は2021年7月11日にリリースされた。
Solus 4.4は2023年7月8日にリリースされた。
Solus 4.5は2024年1月8日にリリースされた。
Solus 4.6は2024年10月14日にリリースされた。
Solus 4.7は2025年1月26日にリリースされた。

## エディション
Solusは現在以下の4つのエディションが存在する：
- Budgieフラッグシップエディション[39] - 「最新の現代テクノロジーを使用した、多機能で豪華なデスクトップ」[3]
- GNOMEエディション - 「同時代的デスクトップ体験」であるGNOMEデスクトップ環境を起動する[3]
- MATEエディション - 「上級者および古いハードウェア向けの伝統的デスクトップ」をMATEデスクトップ環境使用するエディション[3]
- KDE Plasmaエディション - 「未熟だが興味のある人向けの洗練されたデスクトップ体験[40]」であるエディション

### Budgie
Ikey DohertyはBudgieを始める際それについて、美学と機能の両立を目指し「伝統的ではあるが、伝統的過ぎないデスクトップを現代的にしたものが欲しかった」と述べ 、美学と機能性の両立を目指した。

### コアチーム
- テクニカルリード: Bryan T. Meyers [DataDrake]
- エクスペリエンスリード: Joshua Strobl [JoshStrobl]
- 統括管理: Friedrich von Gellhorn [Girtablulu], Joey Riches [joebonrichie], Pierre-Yves [kyrios] and Rune Morling [ermo][42]

## 特徴

### キュレーテッドローリングリリース
Solusはキュレーテッドローリングリリースモデルによってユーザーにアップデートを提供する。一度インストールすれば、エンドユーザーはオペレーティングシステムのEnd Of Lifeを心配せずとも、Solusのインストールに必要なセキュリティとソフトウェアのアップデートを継続的に受け取れることを保証されているという意味から言えば、Solusはローリングリリースである。End Of Lifeの心配が必要なオペレーティングシステムの典型例は、FedoraやUbuntu、そしてMicrosoft Windowsなどである。SoftpediaのMarius Nestorは、開発者への開発やメンテナンスの負担を減らし、最新の技術が市場へ出せる準備ができ次第すぐにエンドユーザーがそれを利用できるようにするために、オペレーティングシステムは全てローリングリリースモデルを利用すべきだと主張している。
Arch Linuxのように、破損するとシステムの一部あるいは全てが使用不能となってしまうリスクが比較的高い、新し過ぎるソフトウェアであるブリーディング・エッジソフトウェアを提供する他のローリングリリースオペレーティングシステムと比べて、Solusはソフトウェア更新にやや保守的なアプローチを採用しているが、それを指す用語が「キュレーテッドローリングリリース」である。Arch Linuxとは対照的に、Solusのソフトウェアは、ベータ版などの場合を除くと一般的にカッティング・エッジと呼ばれるものであり、より安定的かつ信頼性の高いアップデート体験を提供するため、エンドユーザーには（不安定的なソフトウェアリポジトリ内において）短い期間でテストを行った後にリリースされる。有用性を優先する（純粋なローリングリリース）よりもユーザビリティを優先する（キュレーテッドローリングリリース）ことで、Solusはシステムに関する詳細な技術的知識を持つ、より高度なユーザーを主な対象にしたArch Linuxよりも、幅広いターゲットの市場にSolusを受け入れられ易くしている。
Solusはまた、実際のキュレーションプロセスへのユーザー参加を許可する点でもキュレーテッドローリングリリースである。一般的にキュレーションプロセスとは、（サーバ側ではオペレーティングシステムのソフトウェアリポジトリに、クライアント側ではエンドユーザーのコンピュータシステムに保存されている）どのソフトウェアを選択し、保守し、更新するかを選択するためのプロセスであると考えられている。より具体的には、様々な「強制更新メカニズム」を持つ他のオペレーティングシステムとは異なり、Solusのユーザーは強制的なセキュリティ更新を除き、（更新が存在する場合）どのソフトウェアを更新し、いつソフトウェアを更新するかを自由に選択することができる。

### ソフトウェアの利用
Solusには、最新のFirefox、Thunderbird、LibreOffice、Transmission、GNOME MPVなどの幅広いソフトウェアがプリインストールされている。デフォルトでインストールされていない追加のソフトウェアは、付属のソフトウェアセンターを使ってダウンロードすることができる。無線チップおよびモデムは、オプションである自由ソフトウェアではないファームウェアパッケージでサポートされている。
パッケージ管理はeopkgを通じて行われる。Michael Huffは、プロジェクトの創設者かつ主要開発者であるIkey Dohertyが、Solusはパッケージマネージャにより定義されることはないと述べたことを引き合いに出している。 2016年2月8日、Gadget DailyのGavin Thomasとの以前のインタビューで、Dohertyはエンドユーザーとしての目標は、現実にパッケージマネージャと対話しないことであると述べ、ユーザーエクスペリエンスの観点からのプロジェクトの方向性を概説した According to Doherty, the goal is "to actually get rid of it, so the user doesn’t even know about it."。Dohertyによると、「現実にパッケージマネージャを除去し、ユーザがそれについて何も知らないようにする」が目標とのことである。Solusではパッケージマネージャはソフトウェアをデプロイするツールではなく、ビルドするツールとして使用することを意図しており、これは他のLinuxベースのオペレーティングシステムより初心者に優しい慣習である。

### Solusが開発したソフトウェア
- Budgieデスクトップ環境：基盤技術であるGNOMEソフトウェアスタックと密接に統合されたGTK 3デスクトップ[46]。バージョン11からBudgieはQtで書き換えられることが発表された[47]が、その後Josh Stroblは再評価によりGTK 4を使う結論へと傾いていると述べた[48]。
  - Raven：アプレットパネル、通知センターとして機能し、デスクトップのカスタマイズ設定を格納するサイドバーインタフェース。
  - Budgie Menu：クイックカテゴリと検索ベースのアプリケーションランチャー。
  - Budgie-wm：Budgie Desktopのウィンドウマネージャ。
- eopkg (Evolve OS Package)：PiSiパッケージマネージャのフォーク。
- ypkg：ビルドプロセスをパッケージ化作業に変換するツール。
- Software Center：Solusにソフトウェアをインストールするためのグラフィカルフロントエンド[49]。
- Brisk Menu：Solus MATEの特徴である、Ubuntu MATE開発チームと共同で書かれたメニュー[50]。

## セキュリティ
2015年7月、Solusは確かでないSSL暗号を非推奨にするClear Linuxパッチの統合を発表し、Arjan van de VenがGoogle+のコミュニティポストに返答した。
2016年2月下旬にLinux Mintプロジェクトで経験したセキュリティ問題に応じて、SolusはダウンロードセクションでグローバルなSolus GPGキーを提供するよう改善した。SolusのコミュニケーションマネージャであるJoshua Stroblは、ダウンロードページのミラーを公式とコミュニティに分離し、公式ミラーは「定期的に監査および更新される」ことになり、さらに「全てのISOミラーに対し毎日の整合性チェック」を実行することを発表した。
Solusのソフトウェアセンター内には、VeraCryptなどの暗号化ソフトウェアからTorなどの匿名化ツールまで広範囲に渡る、様々な専用セキュリティソフトが含まれる。
Solusはプログラム機能を制限するため、SELinuxの代わりにAppArmorを統合している。

## 人気
Solusプロジェクトはユーザーのプライバシーのためユーザーを追跡しないので、Solusの人気を測定する直接的かつ信頼できる方法はない。
2021年7月の時点で、自身のサイトのページクリック頻度を記録しているDistroWatchウェブサイトにおいて、6ヶ月間のページヒット数ランキングでSolusが13位に、最も人気のあるローリングリリースディストリビューションの中では6位にランクされ、読者提供の平均レビュー得点は10点満点中8.42点となった。

## 批評的反響
Solus 3は、OMG! Ubuntu!により2017年ベストLinuxディストリビューションの1つに選ばれた。
Matt Hartleyは、2017年のベストLinuxベースオペレーティングシステムの概観の中で、Solusを「おそらくここ数年で最も興味深いディストロ...論理的なユーザーワークフロー、パッケージ管理、そしてコミュニティとの連携方法にユニークなアプローチを取り入れている。私は彼らが将来素晴らしいことをするのを見ている」と称賛した。
より主流のメディアにおいては、Jason Evangelhoがフォーブス誌のために数回Solusを取材した。EvangelhoはPCゲームや技術産業に渡る自身の記事の中で、Solusに多数の評価を与え、特にSolus Linuxにおけるゲームや4.0リリースを著しく注目した。